# Kaupanger
Kaupanger este o localitate din comuna Sogndal, provincia Sogn og Fjordane, Norvegia, cu o suprafață de 0,82 km² și o populație de 931 locuitori (2013).